# Cardisoma armatum
Cardisoma armatum is een krabbensoort uit de familie van de Gecarcinidae. De wetenschappelijke naam van de soort is voor het eerst geldig gepubliceerd in 1851 door Herklots.